# Cymindis championi
Cymindis championi es una especie de coleóptero de la familia Carabidae.

## Distribución geográfica
Habita en China, India y Nepal.